# Захаров Микола Володимирович
Мико́ла Володи́мирович Заха́ров (*31 жовтня 1958, Красна Яруга) — доктор технічних наук, професор.

## Життєпис
Народився в с. Красна Яруга Ракитянського району Білгородської області.
У 1980 році з відзнакою закінчив Сумську філію Харківського політехнічного інституту.
У 1986 захистив кандидатську, а у 1993 — докторську дисертації.
З 1980 р. по 1999 р. працював асистентом, старшим викладачем, доцентом, завідувачем кафедри нарисної геометрії та графіки СумДУ.
На сьогодні Микола Захаров — доктор технічних наук, професор, академік Української технологічної академії і академії наук Вищої школи України, голова Сумського регіонального відділення УААН, завідувач кафедри технічного сервісу, Сумського національного аграрного університету, професор кафедри МРВ за сумісництвом.

## Наукові інтереси
Наукові інтереси Захарова — механоскладальні процеси у машино- і приладобудуванні. Він розробив і впровадив у навчальні процеси вишів нові навчальні дисципліни, упровадив наукові досягнення у педагогічну практику. За керівництвом Захарова створена наукова школа із удосконаленню технології, механізації і автоматизації механоскладальних процесів у машинобудуванні.
За керівництвом Захарова захищено 10 кандидатських і одна докторська дисертації.
Протягом 12-ти років Захаров є організатором щорічних міжнародних науково-методичних конференцій, членом редколегії ряду науково-технічних журналів, членом 2 спеціалізованих рад з захисту докторських дисертацій.

## Праці
Микола Захаров опублікував 435 друкованих наукових праць, у складі яких 7 монографій, 6 брошур, ряд навчальних посібників для студентів вишів.